# Kristotomus punctifrons
Kristotomus punctifrons är en stekelart som beskrevs av Gupta 1990. Kristotomus punctifrons ingår i släktet Kristotomus och familjen brokparasitsteklar. Inga underarter finns listade i Catalogue of Life.